# Drunkometer

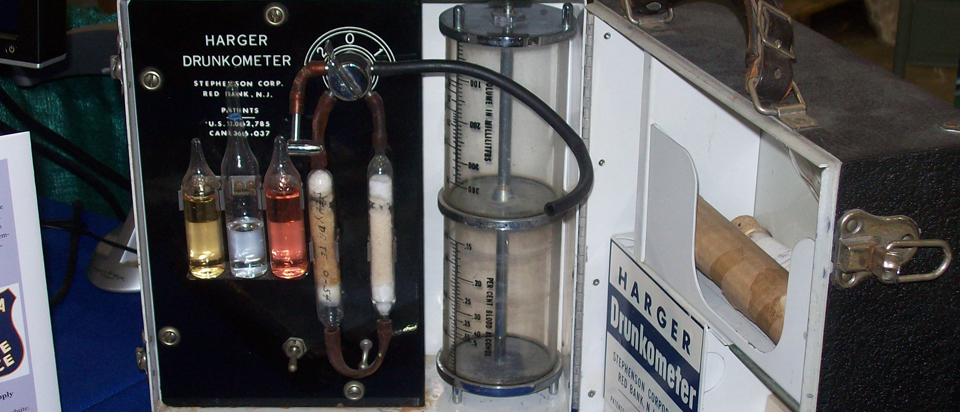
Зовнішній вигляд Drunkometer

Drunkometer – перший у світі прилад для вимірювання вмісту алкоголю в крові шляхом хімічного аналізу повітря, що видихається. Був створений у 1931 році американським токсикологом і біохіміком Ролла Нейл Харгером.

## Історія створення

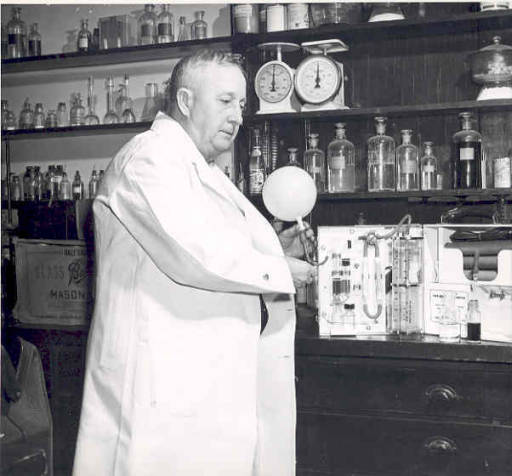
Харгер демонструє Drunkometer

Ідея створення механізму вимірювання спожитого людиною алкоголю виникла досить давно. У випуску журналу Popular Science за 1927 рік говориться про пристрій для «тестування дихання п’яниці». Вказувалося, що домогосподарки використовують новий винахід У. Д. Макнеллі, щоб перевірити, чи їхні «блудливі» чоловіки випивали. Відомо, що пристрій використовував хімічні речовини, які змінюють колір. Але що це були за хімічні речовини, достоменно невідомо. Однак це той самий механізм, що лежить в основі першого портативного алкотестера всього через роки.

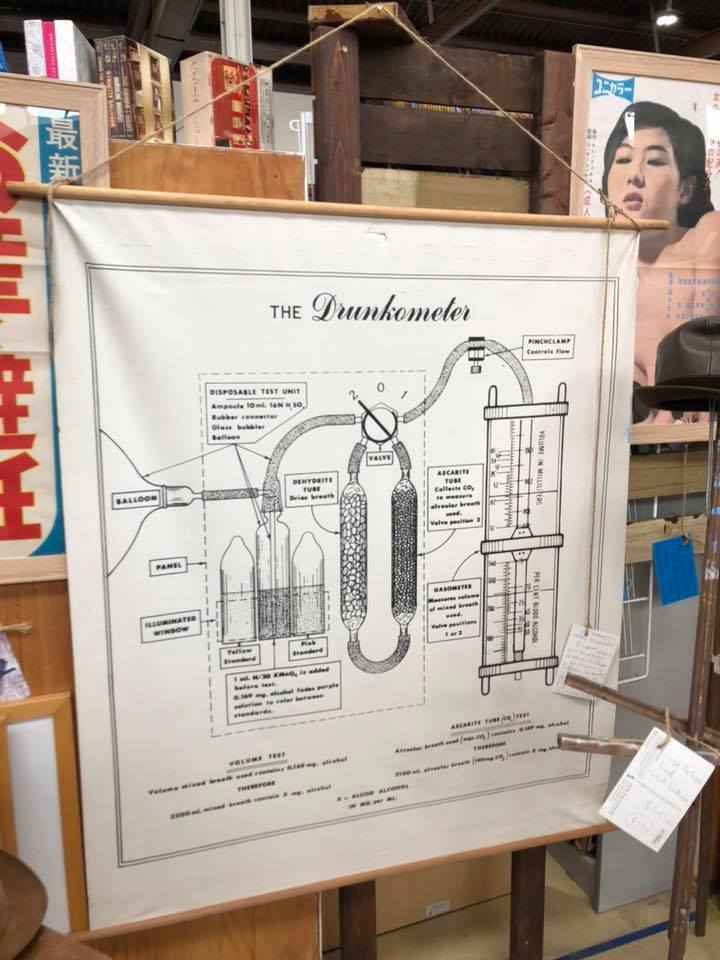
Схема роботи Drunkometer

Перший стабільний алкотестер для позалабораторного використання був розроблений Роллою Н. Харгером у 1931 році та названий, жартівливо – Drunkometer. Цей ранній алкотестер функціонував зовсім інакше, ніж сучасні: він покладався на зміну кольору внаслідок реакції між алкоголем у видихуваному повітрі та підкисленим перманганатом калію. За відсутності кількісної шкали він просто спирався на ідею, що більше фіолетового кольору дорівнює більшій кількості алкоголю.
Винахід Харгера став основою для алкотестера, винайденого Хузіє Робертом Ф. Боркенштейном.